# Sawen Ter-Martirosjan
Sawen Grigorjewitsch Ter-Martirosjan (russisch Завен Григорьевич Тер-Мартиросян, armenisch Սավան Գրիգորևիչ Տեր-Մարտիրոսյան; * 10. August 1936 in Alexandrette, Französisches Mandatsgebiet Syrien; † 5. Januar 2023 in Moskau) war ein sowjetischer bzw. armenisch-russischer Geotechniker und Hochschullehrer.

## Leben
Ter-Martirosjans Eltern waren armenische Flüchtlinge aus der Türkei. Als der Sandschak Alexandrette 1939 türkisch wurde, ging die Familie nach Aleppo, wo Ter-Martirosjan dann die armenische Kilikjan-Schule besuchte. Als 1946 die französischen Truppen Syrien verließen und die Syrische Republik ausgerufen wurde, kam die Familie als  Repatrianten in die Armenische Sozialistische Sowjetrepublik (Armenische SSR) nach Jerewan. Nach dem Mittelschulabschluss 1954 studierte Ter-Martirosjan am Jerewaner Polytechnischen K.-Marx-Institut mit Abschluss 1959 als Wasserbauingenieur für den Bau von Flussanlagen und Wasserkraftwerken mit Auszeichnung.
Darauf wurde Ter-Martirosjan zur Arbeit im Laboratorium für Geomechanik der Akademie der Wissenschaften der Armenischen SSR eingeteilt. Unter der Leitung Gework Ter-Stepanjans untersuchte er die langfristige Stabilisierung von instabilen Hängen und Probleme des Kriechens von Böden.
Ter-Martirosjan begann 1962 die dreijährige Aspirantur am Lehrstuhl für Mechanik der Böden, Baugründe und Fundamente des nach W. W. Kuibyschew benannten Moskauer Instituts für Bauwesen (MISI) bei Nikolai Zytowitsch. 1965 verteidigte er seine Dissertation über die Verdichtung von Lehmböden unter Berücksichtigung des Kriechens des Bodenskeletts  und der Kompressibilität der Porenflüssigkeit mit Erfolg für die Promotion zum Kandidaten der technischen Wissenschaften.
1967 wurde Ter-Martirosjan wissenschaftlicher Obermitarbeiter im Allunionsforschungsinstitut für Hydrogeologie und Ingenieursgeologie in Schtschemilowo bei Noginsk.
Ab 1969 lehrte Ter-Martirosjan als Dozent am Lehrstuhl für  Mechanik der Böden, Baugründe und Fundamente des  MISI. Er verteidigte dort 1977 seine Doktor-Dissertation über das Verformungsverhalten mehrphasiger Böden mit Erfolg für die Promotion zum Doktor der technischen Wissenschaften. 1978 folgte die Ernennung zum Professor. Ab 1969 leitete er bis 2010 das Laboratorium für Angewandte Geomechanik des MISI, das 1993 die  Moskauer Staatliche Universität für Bauwesen (MGSU) wurde. Von 2000 bis 2014 leitete er den Lehrstuhl  für  Mechanik der Böden, Baugründe und Fundamente der MGSU. 2015 wurde er Professor des Lehrstuhls für Bodenmechanik und Geotechnik und wissenschaftlicher Chefmitarbeiter des Wissenschaftsbildungszentrums Geotechnik der MGSU.
Martirosjan war Ehrenmitglied der Russischen Akademie für Architektur und Bauwissenschaften und Mitglied in deren Wissenschaftlichem Rat. Auch war er Vollmitglied der Akademie der Militärwissenschaften der Russischen Föderation. Er war Mitglied der New York Academy of Sciences.

## Ehrungen, Preise
- Verdienter Wissenschaftler der Russischen Föderation (1997)[2]
- Ehrenenergietechniker der Russischen Föderation (2002)[2]
- Gersewanow-Medaille (2005)
- Ehrenarbeiter der Höheren Berufsbildung der Russischen Föderation (2010)
- Preis der Regierung der Russischen Föderation im Bereich Wissenschaft und Technik (2014)[2]
- Orden für Beiträge zur Entwicklung der Geotechnik der Gesellschaft der Sibirischen Geotechniker (2017)
- Ehrenbaumeister Russlands[2]
- Ehrenbeimeister Moskaus[2]